# Pieczarkowate
Pieczarkowate (Agaricaceae Chevall.) – rodzina grzybów znajdująca się w rzędzie pieczarkowców. W dawnych źródłach określana jako bedłkowate.

## Charakterystyka
Naziemne grzyby kapeluszowe o mięsistym miąższu. Kapelusze osadzone centralnie na trzonie. Hymenofor w postaci cienkich blaszek. Wysyp zarodników o różnych kolorach, zarodniki zazwyczaj gładkie, czasami tylko punktowane.

## Systematyka
Pozycja w klasyfikacji według Index Fungorum: Agaricales, Agaricomycetidae, Agaricomycetes, Agaricomycotina, Basidiomycota, Fungi.
Według Index Fungorum bazującego na Dictionary of the Fungi do rodziny Agaricaceae należą rodzaje:

- Abstoma G. Cunn. 1926
- Acutocapillitium P. Ponce de León 1976
- Agaricus L. 1753 – pieczarka
- Arachnion Schwein. 1822 – pająkowiec
- Arachniopsis Long 1917
- Barcheria T. Lebel 2004
- Battarrea Pers. 1801 – szczudłówka
- Battarreoides T. Herrera 1953
- Calbovista Morse ex M.T. Seidl 1995
- Calvatia Fr. 1849 – czasznica
- Calvatiopsis Hollós 1929
- Chamaemyces Battarra ex Earle 1909 – czubniczek
- Chlamydopus Speg. 1898
- Chlorolepiota Sathe & S.D. Deshp. 1979
- Chlorophyllum Massee 1898 – czubajnik
- Clarkeinda Kuntze 1891
- Clavogaster Henn. 1896
- Coniolepiota Vellinga 2011
- Constricta R. Heim & Mel.-Howell 1965
- Coprinus Pers. 1797 – czernidłak
- Crucispora E. Horak 1971
- Cyathella Brot. 1804
- Cystoderma Fayod 1889
- Cystolepiota Singer 1952 – czubniczka
- Dictyocephalos Underw. ex V.S. White 1901
- Disciseda Czern. 1845 – przewrotka
- Echinoderma (Locq. ex Bon) Bon 1991
- Endolepiotula Singer 1963
- Eriocybe Vellinga 2011
- Gasterellopsis Routien 1940
- Glyptoderma R. Heim & Perr.-Bertr. 1971
- Gyrophragmium Mont. 1843 – pieczarkowiec
- Heinemannomyces Watling 1999
- Hiatulopsis Singer & Grinling 1967,
- Holocotylon Lloyd 1906
- Hymenagaricus Heinem. 1981
- Janauaria Singer 1986
- Japonogaster Kobayasi 1989
- Lepiota (Pers.) Gray 1821 – czubajeczka
- Leucoagaricus Locq. ex Singer 1948 – pieczareczka
- Leucocoprinus Pat. 1888 – czubnik
- Lycoperdopsis Henn. 1899
- Macrolepiota Singer 1948 – czubajka
- Melanophyllum Velen. 1921 – ciemnoblaszek
- Metraria Cooke & Massee 1891
- Metrodia Raithelh. 1971
- Micropsalliota Höhn. 1914
- Montagnea Fr. 1836 – czernidłaczek
- Morganella Zeller 1948 – morganella
- Mycenastrum Desv. 1842 – grzybogwiazd
- Neosecotium Singer & A.H. Sm. 1960
- Panaeolopsis Singer 1969
- Phellorinia Berk. 1843
- Phyllogaster Pegler 1969
- Podaxis Desv. 1809 – osiak
- Pseudoauricularia Kobayasi 1982
- Pseudolepiota Z.W. Ge 2017
- Queletia Fr. 1872 – berłówka
- Rugosospora Heinem. 1973
- Schinzinia Fayod 1889
- Schizostoma Ehrenb. ex Lév. 1846
- Secotium Kunze 1840
- Singerina Sathe & S.D. Deshp. 1981
- Smithiogaster J.E. Wright 1975
- Smithiomyces Singer 1944
- Termiticola E. Horak 1979
- Tulostoma Pers. 1794 – berłóweczka
- Volvolepiota Singer 1959
- Xanthagaricus (Heinem.) Little Flower, Hosag. & T.K. Abraham 1997
- Xerocoprinus Maire 1907

Polskie nazwy na podstawie pracy Władysława Wojewody z 2003 r.